# Scincella forbesorum
Scincella forbesorum — вид сцинкоподібних ящірок родини сцинкових (Scincidae). Ендемік Мексики. Описаний у 2022 році.

## Поширення і екологія
Scincella forbesorum відомі за типовим зразком, зібраним в районі Ла-Пласіти в мексиканському штаті Ідальго, у 13 км на південь від Хакала-де-Ледесми, на висоті 2130 м над рівнем моря.